# Pere de Queralt
Pere de Queralt (fl. 1120-1167), va ser senyor de la baronia de Queralt, fill d’Alarig de Timor i Ermessendis.
El 8 d’agost de 1120 firma una concòrdia amb Ramon de Gaver i Guillem Bernat de Montargull per acabar amb les hostilitats a propòsit del castell de Montargull.
Sota la intercessió de Ramon de Cervera, a mitjans del segle xiii es converteix en una figura destacada per consolidar el repoblament cristià de l’Alt Gaià. Així, l'any 1150 esdevé castlà de Conesa i del Tallat, primer feudatari de l’Espluga de Francolí, i més endavant participa en la conquesta de Siurana (1153-1154).
Entre 1157 i 1660 no en consten referències, molt possiblement pel viatge peregrinari que deuria realitzar a Jerusalem. L'estiu de 1162, Pere de Timor forma part de l’ambaixada que acompanya Ramon Berenguer IV a Torí per entrevistar-se amb l'emperador Frederic Barbaroja; una reunió frustrada per la mort del comte a mig viatge (6 d’agost, Borgo San Dalmazzo).
En el testament que dicta just abans d’ingressar a Santa Maria de Poblet (1166), dona a Gombau d’Oluja els castells de Queralt, Conesa, Santa Coloma, Montblanquet, i l’Espluga, Rauric i Montclar. Possiblement mort a principis de 1167, ja que Gombau adquireix les seves propietats el mes de març d'aquell any.